# Чжу Цзямін
Чжу Цзямін (14 серпня 2001) — китайська плавчиня.
Призерка Чемпіонату світу з плавання на короткій воді 2021 року.